# Загор'є (Тоцький район)
Заго́р'є (рос. Загорье) — селище у складі Тоцького району Оренбурзької області, Росія.

## Населення
Населення — 24 особи (2010; 93 у 2002).
Національний склад (станом на 2002 рік):
- росіяни — 45 %
- татари — 37 %